# Ядерное сдерживание

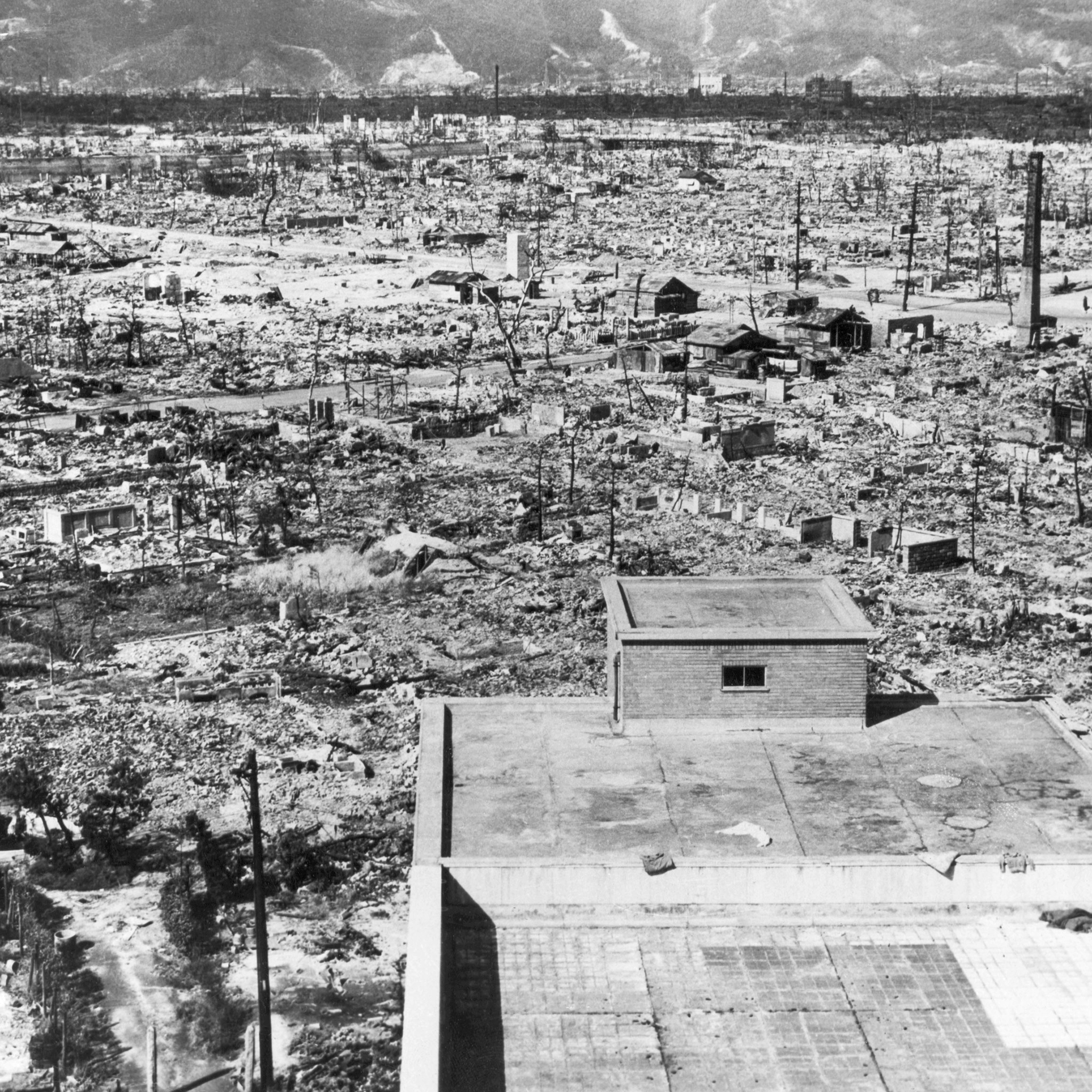
Хиросима после американской атомной бомбардировки.

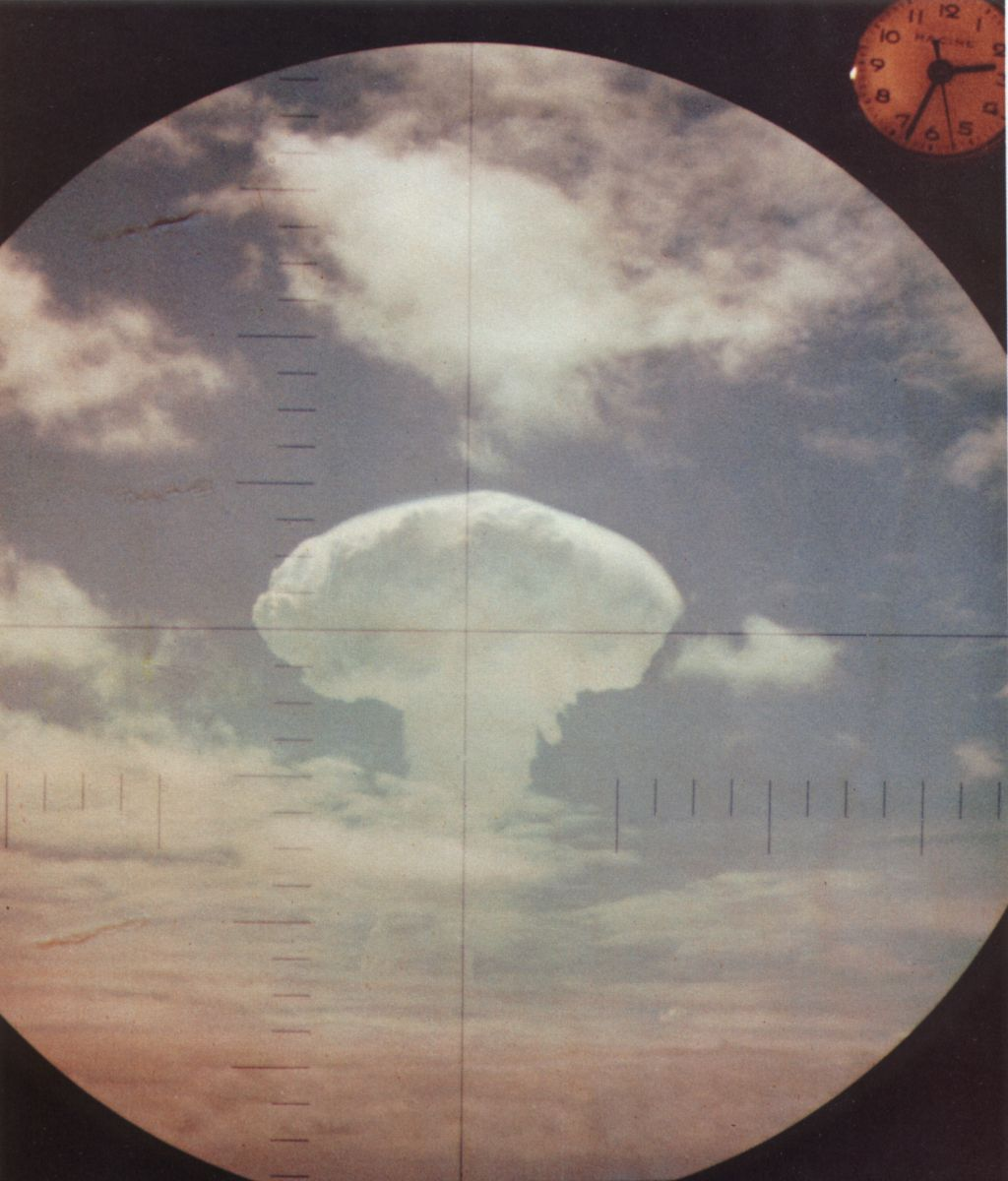
1962 год, Ядерный взрыв — вид сквозь перископ подлодки ВМФ США.

Я́дерное сде́рживание — составная часть стратегического сдерживания, предотвращение каких-либо действий противника посредством угрозы применения ядерного оружия. 
Под ядерным сдерживанием подразумевается, что обладание ядерным оружием каким-либо государством вызывает страх остальных и, следовательно, гарантирует ей безопасность и защиту от нападения агрессоров.

Корпорация совместно с Министерством обороны Российской Федерации и воинскими частями ядерного обеспечения Вооружённых Сил Российской Федерации обеспечивает поддержание и развитие боезапаса Вооружённых Сил Российской Федерации в качественном и количественном отношении на уровне, гарантирующем реализацию политики Российской Федерации в области ядерного сдерживания.— Федеральный закон Российской Федерации  № 317-ФЗ «О Государственной корпорации по атомной энергии "Росатом"», от 1 декабря 2007 года.

## Критика
1. Негативным следствием ядерного сдерживания является рост количества стран, желающих обрести ядерное оружие[3]. Страны стремятся его получить, чтобы чувствовать себя в большей безопасности. Но эта безопасность — всего лишь обман. Пока на Земле есть ядерное и другое оружие массового уничтожения, ни один человек не будет в безопасности. Возникает ловушка: с расширением состава ядерного клуба, растёт озабоченность «неядерных» стран, которые из стремления обезопасить себя начинают разрабатывать ядерное оружие, что вызывает ещё большие опасения стран, всё ещё остающихся без ядерного оружия, они тоже начинают задумываться о том, чтобы его приобрести. В результате с каждым новым витком растут страх и ощущение опасности. Таким образом, ядерное сдерживание способствует ядерному распространению.[источник не указан 1090 дней]
2. Помимо того, что ядерное сдерживание расширяет клуб государств, обладающих ядерным оружием, оно делает сдерживание всё более многосторонним, всё более сложным, и в ряде случаев всё более неустойчивым. Превращая ядерное оружие в достояние всё большего количества государств, ядерное распространение тем самым закрепляет ядерное сдерживание — потому что у государств не остается надежды обеспечить свою безопасность, кроме как сохраняя ядерное оружие. Сначала против одного противника, потом против двух, трех, в перспективе против десяти. Те, кто уже имеют ядерное оружие, хотят остаться с ним.[источник не указан 1090 дней]
3. С одной стороны, ядерное сдерживание действует в весьма рациональных условиях. Если противник знает, что у вас есть ядерное оружие, если противник знает, что вы его примените в определённых ситуациях. С другой стороны, ядерное сдерживание очень нерационально, потому что оно предполагает значительный урон в ответном ударе. Оно предполагает, что государство сможет просто отомстить, но для себя от этого оно ничего не выиграет. Даже если акт возмездия будет совершен, невозможно будет спасти то, что было уничтожено на собственной территории.[источник не указан 1090 дней]

## Заблуждения
1. Заблуждение, что увеличение ядерных вооружений стало воплощением концепции ядерного сдерживания. Всё было в точности наоборот: теория, оправдывающая ядерное оружие как средство психологического давления в целях сдерживания, появилась в США только к концу 1940-х годов, то есть через 5 лет после первого ядерного взрыва. Новая концепция предполагала, что ядерное оружие нужно использовать не для того, чтобы бросать бомбы в войне, а для того, чтобы не допустить этой войны и сдержать агрессора. В Советском Союзе примерно через 20 лет пришли к такому же выводу и стали рассматривать ядерное оружие не как реально применимое для достижения тех или иных целей в войне, а прежде всего как оружие, призванное оказывать сдерживающее влияние на противника и не допустить такой войны.[источник не указан 1090 дней]
2. Неверным является мнение о том, что концепция ядерного сдерживания применима ко всем странам, обладающим ядерным оружием. Например, Великобритания и Китай, или Великобритания и Индия находятся вне досягаемости ядерных средств друг от друга, поэтому взаимного ядерного сдерживания между ними нет. Концепция ядерного сдерживания неприменима к военно-политическим союзникам. Например, Великобритания и Франция; или обе эти западноевропейские страны и США являются военно-политическими союзниками. Могут быть государства в пределах досягаемости друг для друга, они могут не быть союзниками, и между ними все равно не будет отношений взаимного ядерного сдерживания. Точно также можно сказать о Франции и Израиле. Они не союзники, их ядерные средства достают друг до друга, но совершенно ясно, что они предназначены для других целей. То же самое можно сказать о Китае и Пакистане. Китай помогал Пакистану создавать ядерное оружие. Китай не является союзником Пакистана. Но Китай уверен, что Пакистан нацеливает свои средства на Индию, а не на Китай. И наконец, ядерное сдерживание может отсутствовать в ситуации огромного ядерного превосходства одного государства над другим, в результате которого сдерживание имеет односторонний характер. Пример: Китай и Соединенные Штаты Америки. Только в последнее время Китай изготовил несколько ракет, которые способны достичь территории Соединенных Штатов Америки.[когда?] А Соединенные Штаты Америки на протяжении 60 лет могли бы уничтожить Китай и стратегическими, и тактическим ядерными средствами, и сохраняют, и будут сохранять такую возможность весь обозримый период. Китай конечно будет, скорее всего, наращивать свои ядерные вооружения, и постепенно сдерживание будет становиться более равноправным, более обоюдным. Но пока нельзя говорить о том, что между США и Китаем есть отношения ядерного сдерживания.[источник не указан 1090 дней]
3. Неверным является мнение о том, что ядерное сдерживание является единственной гарантией безопасности. Ядерное сдерживание предполагает, что государство не может физически защититься от ядерного оружия другой стороны, поэтому вынуждено опираться на угрозу возмездия, на угрозу ответного удара. Но если появятся средства обороны, если появятся средства защиты, то можно будет полагаться на них, а не надеяться только на то, что противник не нападет, потому что знает о том, что будет гарантированно уничтожен. Вот на это направлены все нынешние разработки, прежде всего в США, систем противоракетной обороны, которые должны предоставить им такую возможность.[источник не указан 1090 дней]

## Расширенное ядерное сдерживание
Когда в Союзе ССР было создано своё ядерное оружие, североамериканцы переставили акцент на более узкое понимание ядерного сдерживания как инструмента предотвращения ядерного нападения на США и их союзников. Что касается других стран, то и многие из них тоже создавали ядерное оружие изначально для расширенного ядерного сдерживания. Например, Франция и Великобритания создали своё ядерное оружие не для того, чтобы сдерживать нападение Советского Союза с использованием ядерного оружия, но ещё и для того, чтобы сдерживать нападение с использованием только обычных средств. То есть изначально для расширенного ядерного сдерживания. То же самое относится к Израилю. Израиль создал своё ядерное оружие, потому что его окружают арабские государства и боялся, что наступит момент, когда он окажется на грани уничтожения в ходе очередной ближневосточной войны и вынужден будет применить ядерное оружие, чтобы не позволить себя уничтожить. И поэтому Израиль использовал своё ядерное оружие изначально для расширенного сдерживания, а не для узкого сдерживания.
Расширенное сдерживание таит в себе хитрость, потому что оно предполагает превентивный ядерный удар. То есть в такой ситуации ядерное сдерживание, призванное не допустить войны, наоборот развязывает ядерную войну.
Ядерное сдерживание может быть использовано как политический рычаг.